# Optische Achse (Kristalloptik)
In der Kristalloptik bezeichnet die optische Achse (oft auch c-Achse genannt) diejenige Richtung in einem optisch anisotropen (doppelbrechenden) Kristall, entlang derer jede Polarisationskomponente eines Lichtstrahls den gleichen Brechungsindex erfährt. Sie ist nicht zu verwechseln mit der optischen Achse von optischen Systemen.
Die meisten Kristalle sind optisch anisotrop und haben daher (mindestens) eine optische Achse. In solchen Kristallen hängt der Brechungsindex von der Polarisation und von der Ausbreitungsrichtung des Lichtes ab.
- In uniaxialen Kristallen, d. h. in den wirteligen Kristallsystemen (trigonal, tetragonal und hexagonal), gibt es eine optische Achse, die in Richtung des unikalen Hauptbrechungsindex liegt. Ein Lichtstrahl entlang der optischen Achse verhält sich wie in einem isotropen Kristall.

- In biaxialen Kristallen, d. h. im orthorhombischen, monoklinen und triklinen Kristallsystem, gibt es zwei optische Achsen. Sie liegen in der Ebene, die die Vektoren der kleinsten und der größten der drei Hauptbrechungsindizes (Hauptbrechachsen) aufspannen. Eine optische Achse ist durch Spiegelung an einer dieser beiden Hauptbrechachsen in die andere optische Achse überführbar.

Im biaxialen Kristall entsteht aus einem Lichtstrahl, der entlang einer der beiden optischen Achsen läuft, für Polarisationskomponenten in Richtung der mittleren Hauptbrechachse ein ordentlicher Strahl. Für alle anderen Polarisationskomponenten entsteht ein außerordentlicher Strahl, der für jede Polarisationskomponente eine andere Ausbreitungsrichtung, aber den gleichen Brechungsindex besitzt. Daher sind alle Polarisationsrichtungen gleichberechtigt, es findet keine diskrete Aufspaltung in zwei Strahlen statt. Stattdessen kommt es zur konischen Brechung des außerordentlichen Strahls. Das bedeutet für unpolarisiertes Licht, dass man einen Strahlkegel sieht, der die optische Achse in seiner Mantelfläche enthält.